# Bickenbach (Assia)
Bickenbach è un comune tedesco di 6 148 abitanti,, situato nel Land dell'Assia.

## Amministrazione

### Gemellaggi
- Tricarico, dal 2000[2]